# Ronaldo Lumungo Afonso
Ronaldo Lumungo Afonso (11 luglio 2001) è un calciatore saotomense, attaccante del Paços Ferreira e della nazionale saotomense.

## Carriera

### Club
Ronaldo ha trascorso la prima fase della sua carriera nelle divisioni inferiore del calcio portoghese, alternandosi fra Campeonato de Portugal e Terceira Liga con le maglie di GRAP, Loures, Oliveira Hospital e Benfica e C.B..
Il 25 luglio 2023 ha firmato un contratto con il Vitória Guimarães, ed è stato assegnato alla squadra B.

### Nazionale
Ha debuttato con la nazionale saotomense il 12 agosto 2017 nell'incontro di qualificazione per il Campionato delle nazioni africane 2018 perso 2-0 contro il Camerun.

## Statistiche

### Presenze e reti nei club
Statistiche aggiornate al 9 giugno 2024.
| Stagione        | Squadra             | Campionato      | Campionato | Campionato | Coppe nazionali | Coppe nazionali | Coppe nazionali | Coppe continentali | Coppe continentali | Coppe continentali | Altre coppe | Altre coppe | Altre coppe | Totale | Totale | Totale |
| Stagione        | Squadra             | Comp            | Pres       | Reti       | Comp            | Pres            | Reti            | Comp               | Pres               | Reti               | Comp        | Pres        | Reti        | Pres   | Reti   |        |
| --------------- | ------------------- | --------------- | ---------- | ---------- | --------------- | --------------- | --------------- | ------------------ | ------------------ | ------------------ | ----------- | ----------- | ----------- | ------ | ------ | ------ |
| 2020-gen. 2021  | GRAP                | CdP             | 7          | 0          | CP              | 1               | 0               |                    | -                  | -                  |             | -           | -           | 8      | 0      |        |
| gen.-giu. 2021  | Loures              | CdP             | 13         | 2          | CP              | 0               | 0               |                    | -                  | -                  |             | -           | -           | 13     | 2      |        |
| 2021-2022       | Oliveira Hospital   | 3L              | 21         | 0          | CP              | 2               | 1               |                    | -                  | -                  |             | -           | -           | 23     | 1      |        |
| 2022-2023       | Benfica e C.B.      | CdP             | 25         | 13         | CP              | 2               | 1               |                    | -                  | -                  |             | -           | -           | 27     | 14     |        |
| 2023-2024       | Vitória Guimarães B | CdP             | 24         | 7          |                 | -               | -               |                    | -                  | -                  |             | -           | -           | 24     | 7      |        |
| Totale carriera | Totale carriera     | Totale carriera | 90         | 22         |                 | 5               | 2               |                    | -                  | -                  |             | -           | -           | 95     | 24     |        |

### Cronologia presenze e reti in nazionale
| Cronologia completa delle presenze e delle reti in nazionale ― São Tomé e Príncipe | Cronologia completa delle presenze e delle reti in nazionale ― São Tomé e Príncipe | Cronologia completa delle presenze e delle reti in nazionale ― São Tomé e Príncipe | Cronologia completa delle presenze e delle reti in nazionale ― São Tomé e Príncipe | Cronologia completa delle presenze e delle reti in nazionale ― São Tomé e Príncipe | Cronologia completa delle presenze e delle reti in nazionale ― São Tomé e Príncipe | Cronologia completa delle presenze e delle reti in nazionale ― São Tomé e Príncipe | Cronologia completa delle presenze e delle reti in nazionale ― São Tomé e Príncipe |
| Data                                                                               | Città                                                                              | In casa                                                                            | Risultato                                                                          | Ospiti                                                                             | Competizione                                                                       | Reti                                                                               | Note                                                                               |
| ---------------------------------------------------------------------------------- | ---------------------------------------------------------------------------------- | ---------------------------------------------------------------------------------- | ---------------------------------------------------------------------------------- | ---------------------------------------------------------------------------------- | ---------------------------------------------------------------------------------- | ---------------------------------------------------------------------------------- | ---------------------------------------------------------------------------------- |
| 12-8-2017                                                                          | São Tomé                                                                           | São Tomé e Príncipe                                                                | 0 – 2                                                                              | Camerun                                                                            | Qual. CHAN 2018                                                                    | -                                                                                  |                                                                                    |
| 13-11-2020                                                                         | Johannesburg                                                                       | Sudafrica                                                                          | 2 – 0                                                                              | São Tomé e Príncipe                                                                | Qual. Coppa d'Africa 2021                                                          | -                                                                                  | Ingresso                                                                           |
| 22-3-2023                                                                          | Agadir                                                                             | Sierra Leone                                                                       | 2 – 2                                                                              | São Tomé e Príncipe                                                                | Qual. Coppa d'Africa 2023                                                          | -                                                                                  | 71’                                                                                |
| 26-3-2023                                                                          | Agadir                                                                             | São Tomé e Príncipe                                                                | 0 – 2                                                                              | Sierra Leone                                                                       | Qual. Coppa d'Africa 2023                                                          | -                                                                                  | 82’                                                                                |
| 14-6-2023                                                                          | Bissau                                                                             | São Tomé e Príncipe                                                                | 0 – 1                                                                              | Guinea-Bissau                                                                      | Qual. Coppa d'Africa 2023                                                          | -                                                                                  | 46’                                                                                |
| 10-9-2023                                                                          | Uyo                                                                                | Nigeria                                                                            | 6 – 0                                                                              | São Tomé e Príncipe                                                                | Qual. Coppa d'Africa 2023                                                          | -                                                                                  | 71’                                                                                |
| 17-11-2023                                                                         | Radès                                                                              | Tunisia                                                                            | 4 – 0                                                                              | São Tomé e Príncipe                                                                | Qual. Mondiali 2026                                                                | -                                                                                  |                                                                                    |
| 21-11-2023                                                                         | Agadir                                                                             | São Tomé e Príncipe                                                                | 0 – 2                                                                              | Namibia                                                                            | Qual. Mondiali 2026                                                                | -                                                                                  |                                                                                    |
| 22-3-2024                                                                          | Berkane                                                                            | São Tomé e Príncipe                                                                | 1 – 1                                                                              | Sudan del Sud                                                                      | Qual. Coppa d'Africa 2025                                                          | -                                                                                  |                                                                                    |
| 26-3-2024                                                                          | Berkane                                                                            | Sudan del Sud                                                                      | 0 – 0                                                                              | São Tomé e Príncipe                                                                | Qual. Coppa d'Africa 2025                                                          | -                                                                                  |                                                                                    |
| 6-6-2024                                                                           | Lilongwe                                                                           | Malawi                                                                             | 3 – 1                                                                              | São Tomé e Príncipe                                                                | Qual. Mondiali 2026                                                                | -                                                                                  |                                                                                    |
| Totale                                                                             |                                                                                    | Presenze                                                                           | 11                                                                                 |                                                                                    | Reti                                                                               | 0                                                                                  |                                                                                    |